# The Weight Is a Gift
Albums de Nada Surf
Let Go
(2002) Lucky
(2008)
The Weight Is a Gift est le 4e album (sorti en 2005) du groupe de rock américain Nada Surf. Il s'est classé à la 47e place du classement de ventes d'albums en France, à la 51e en Allemagne, à la 59e en Suisse et à la 167e aux États-Unis. Le seul single sorti de cet album est la chanson Always Love.

## Pistes de l'album
| No  | Titre                | Durée |
| --- | -------------------- | ----- |
| 1.  | Concrete Bed         | 2:29  |
| 2.  | Do It Again          | 3:39  |
| 3.  | Always Love          | 3:18  |
| 4.  | What Is Your Secret? | 3:26  |
| 5.  | Your Legs Grow       | 4:00  |
| 6.  | All Is a Game        | 3:26  |
| 7.  | Blankest Year        | 2:12  |
| 8.  | Comes a Time         | 4:58  |
| 9.  | In the Mirror        | 3:41  |
| 10. | Armies Walk          | 3:28  |
| 11. | Imaginary Friends    | 9:40  |

Disque 2 (Édition limitée)
1. From the Rooftop Down - 2:44
2. Fools - 2:54
3. Concrete Bed - 2:10
4. Au fond du rêve doré - 2:05

## Accueil critique
L'album a recueilli dans l'ensemble de bonnes critiques musicales, obtenant un score de 73⁄100, sur la base de 24 critiques collectées, sur Metacritic. Mackenzie Wilson, de AllMusic, lui donne 4,5 étoiles sur 5. Marc Hogan, de Pitchfork, lui donne la note de 6,4/10.